# Кърлежи
Кърлежите (Ixodoidea) са надсемейство малки паякообразни от подклас Акари (Acari). Те са ектадартизиопаразити, хранещи се чрез кръвосмучене от бозайници, птици, а в някои случаи и влечуги и земноводни. Те са важен вектор за разпространението на много инфекциозни болести, като лаймска.
Всеки кърлеж има четири чифта крачета. Двата чифта предни крачета са снабдени с вендузи, а двата чифта задни крачета — с дълги власинки. У мъжкия кърлеж и на последния чифт крачета също има вендузи, които спомагат за прикрепването му при копулация.
Акарът Sarcoptes scabiei var. hominis, сем. Sarcoptidae, група Acaride предизвиква крастата (Scabies). Истинският паразит е женският акар. След оплождането той си пробива малки тунелчета /галерийки/ в най-горния слой на кожата, в който снася по 24 яйца с големина 0,10-0,16 mm. Към третия — седмия ден те се превръщат в ларви, а до 17-ия ден — в нимфи, които вече са способни да пренасят заразата. Това става при спане в общо легло, при полово сношение, чрез бельо и други заразени предмети.
Кръвосмучещите кърлежи обитават тревисто-храстови и горски местности и предпочитат високата влажност. Причакват жертвите си покрай пътеките, по които те се движат. Нападат обикновено сутрин като се ориентират по топлината и излъчваната от гостоприемника миризма (вж. маслена киселина). Впиват се с хоботче в тялото и се пускат, когато се напият с кръв. Този акт е различно продължителен при различните видове кърлежи.